# Sabino (gemeente)
Sabino is een gemeente in de Braziliaanse deelstaat São Paulo. De gemeente telt 5.420 inwoners (schatting 2009).